# Aldealafuente
Aldealafuente – gmina w Hiszpanii, w prowincji Soria, w Kastylii i León, o powierzchni 45,72 km². W 2011 roku gmina liczyła 98 mieszkańców.